# としまえんの乗り物
この項目では、東京都練馬区にかつて存在した遊園地、としまえん内に設置されていた乗り物を記載する。
なお、この項ではフリーパス「のりもの1日券」やのりもの利用券対象の乗り物について記載している。現金でのみ利用可能であった施設はとしまえん#主な施設を参照。

## 閉園日まで営業していた乗り物

### カルーセルエルドラド

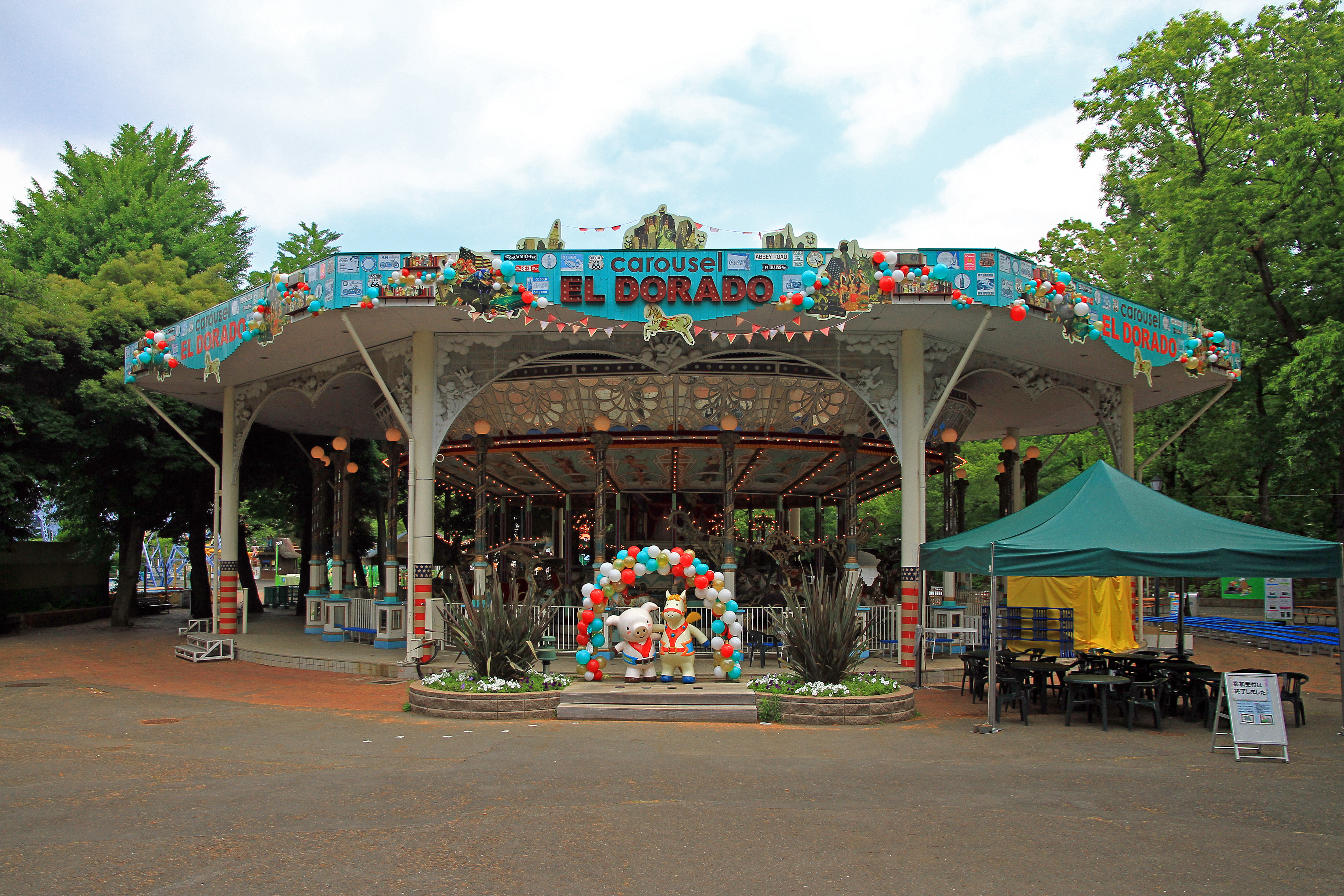
カルーセルエルドラド外観

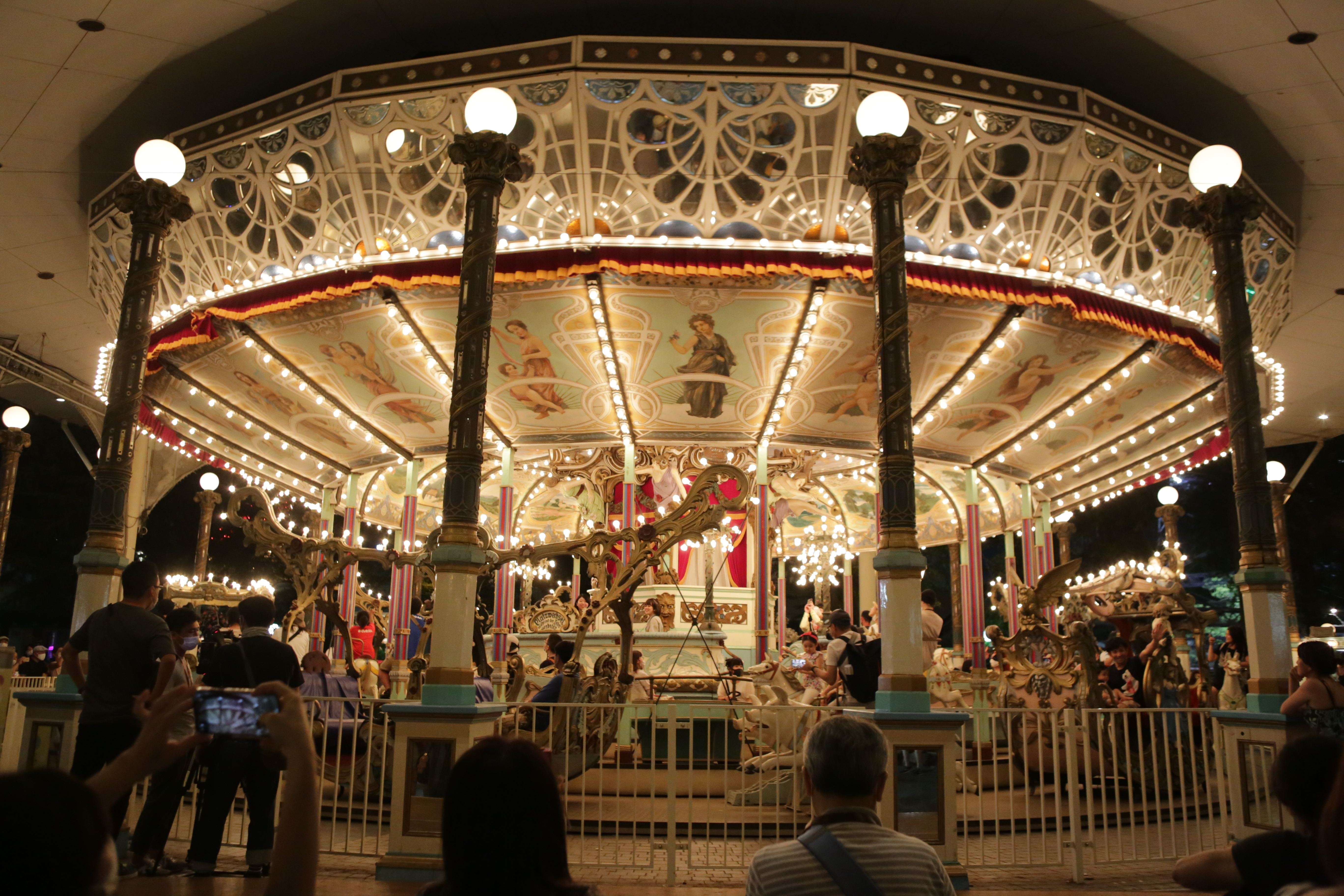
カルーセルエルドラドの夜景

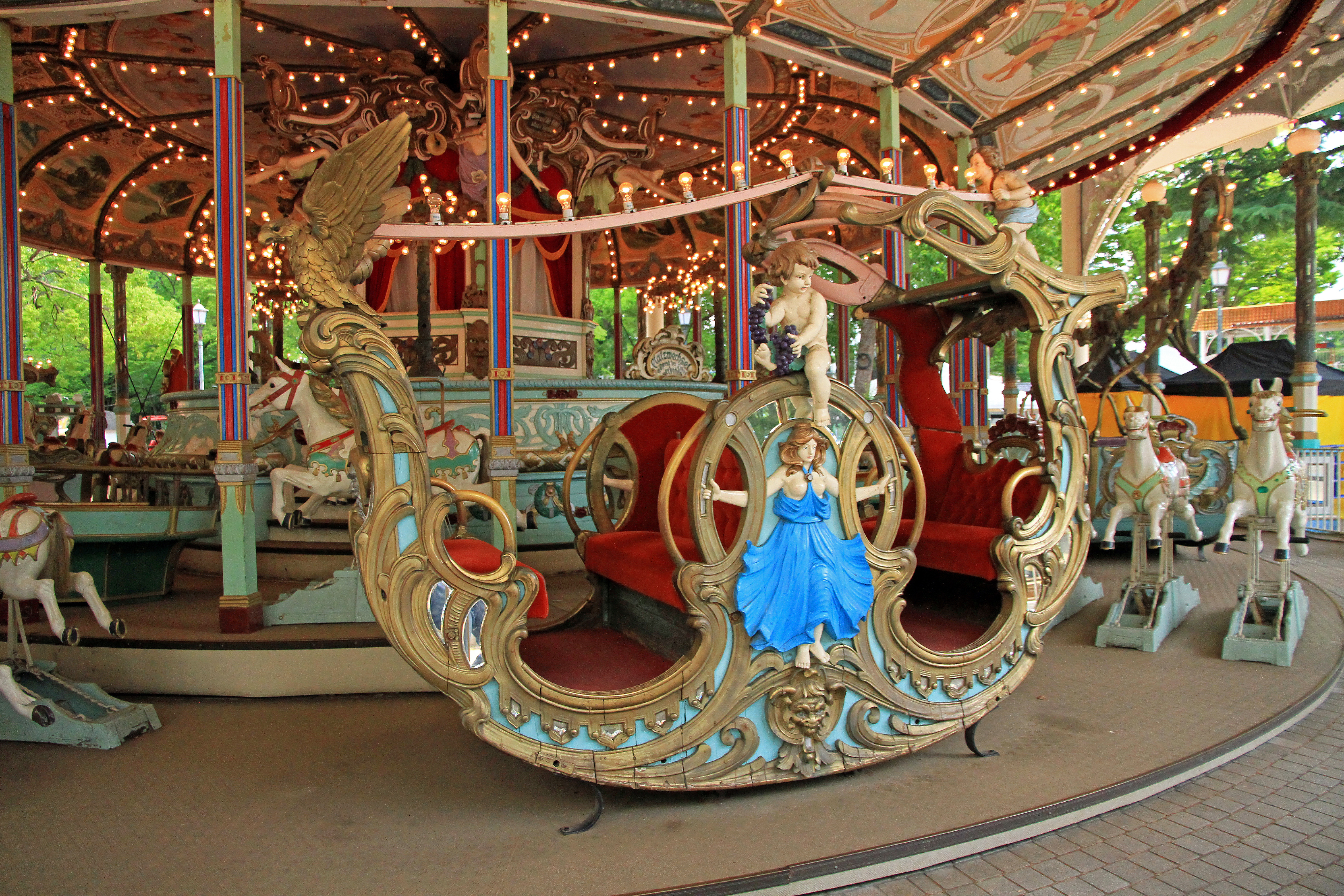
座席のひとつ

乗り物概要
製造：ヒューゴー・ハッセ
料金：300円
身長110cm未満には安全のため、20歳以上の付き添いが必要となる。
雨天時も通常通り運営される。
「のりもの1日券」及び「キッズのりもの1日券」対象施設。
カルーセルエルドラド (CAROUSEL "EL DORADO") は、としまえんを代表する乗り物のひとつであり、現存する遊戯機械としては日本最古、世界的に見ても最古級のメリーゴーラウンドである。今ではとても希少価値が高いアール・ヌーヴォー様式でとても有名。カルーセルとは英語で「メリーゴーラウンド」、エル・ドラドとはスペイン語で「黄金郷」を意味する。
1907年、ドイツのミュンヘンにてヒューゴー・ハッセが当時の技術を駆使して製作した。オクトーバーフェストにて公に初披露された。当時は「トロットワール・ルーラン」（日本語で「動く歩道」）と呼ばれた。その後、ヨーロッパ各地にて開催されていたカーニバルなどで運営を行った。社会情勢の悪化により、1911年にアメリカ・ニューヨークのコニーアイランドに存在した遊園地スティープルチェイス（Steeplechase Park）に譲渡、この時に「エルドラド」と名付けられる。地元紙のニューヨーク・タイムズが「（遊園地の）王者的存在」と表現し、アメリカ合衆国大統領のセオドア・ルーズベルトやギャングのアル・カポネ、女優のマリリン・モンローといった著名人も乗車するなど、ニューヨーク市民から愛される存在となっていた。
しかし、1964年にスティープルチェイスが経営難により閉園を迎えたため、一時は廃棄処分される予定だったが、廃棄寸前で1969年に豊島園が約1億円で買取、1970年に6つにもなるコンテナに積まれ日本に送られた。パーツがバラバラで塗装も剥げていたことから、宮大工や美術の先生、電気技術者など、当時の専門家の指導による2年間の修復作業を経て、1971年4月3日にとしまえんで稼動が開始した。ちなみに修復により、更に2億円が掛かったほか、作業中に乗り物の中からスティープルチェイスの入場券が発見された。
1983年、駐日アメリカ合衆国大使館や在ニューヨーク日本国総領事館を通して、コニーアイランドから買い戻しの打診が来たが、としまえんは「今は日本の子どもたちに楽しんでもらっている」と回答し、丁重に断った。
一般的に見られるメリーゴーラウンドは、利用客が乗る馬の模型が回転する床の上でさらに上下運動するようになっているが、この乗り物はただ回転する床の上に馬の模型が設置されているのみで、上下には動かない。なお、回転する床は3段に分かれており、上の段（内側）に行く程回転速度が速くなっている。
2010年8月7日には日本機械学会によって「機械遺産」として認定を受けた。
2020年8月31日のとしまえん閉園後の跡地となる「練馬城址公園」に機械遺産認定を受けたカルーセルエルドラドを残すこと等を含む「都市計画練馬城址公園の事業化に関する意見書」が練馬区議会で作成され、2020年6月19日付で東京都知事宛てに提出された。閉園後は解体され、西武グループの倉庫で保管されている。

### 模型列車

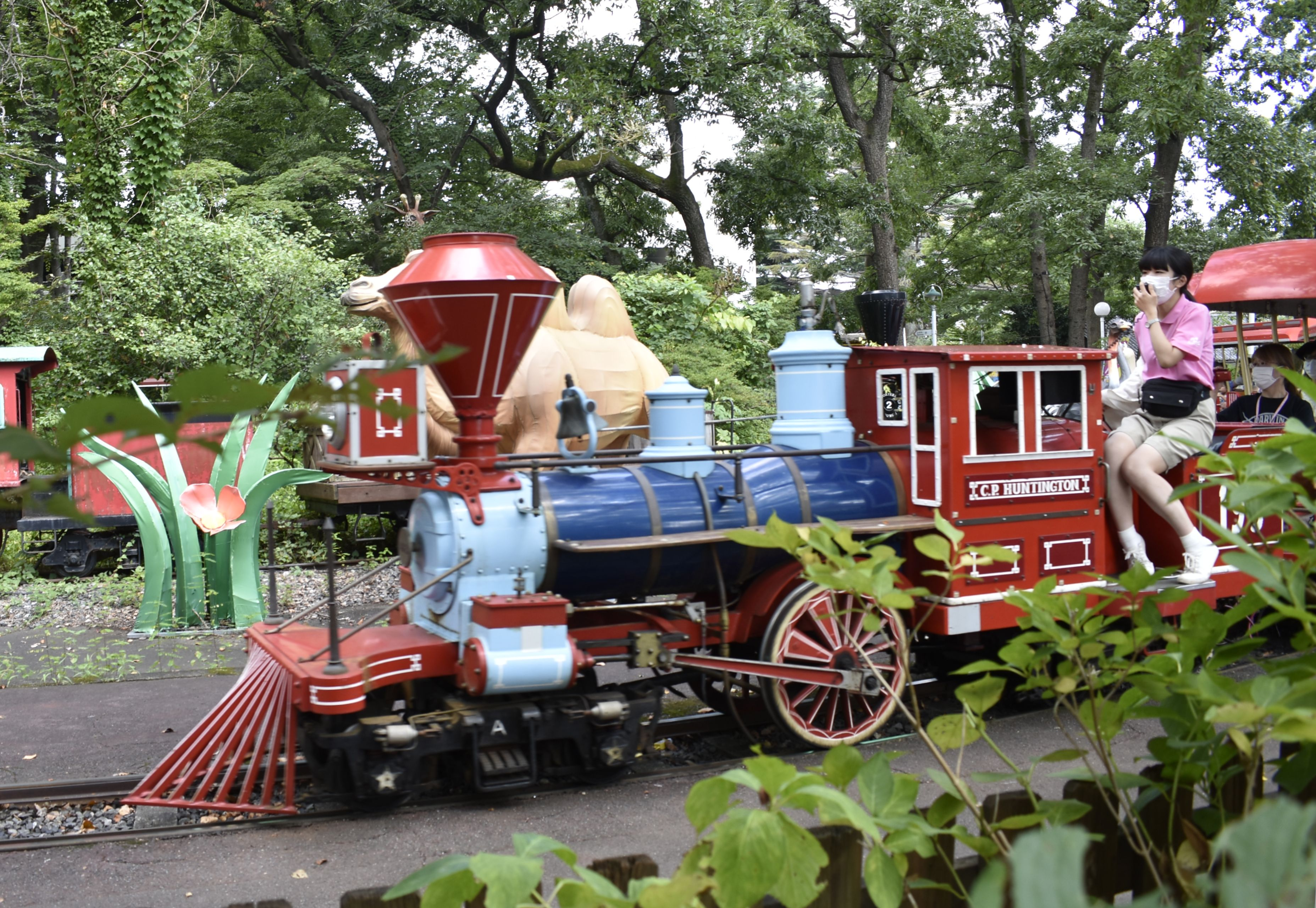
模型列車

乗り物概要
製造：チャンス・ライズ社
料金：300円
身長110cm未満には安全のため、20歳以上の付き添いが必要となる。
雨天時は運営中止。
「のりもの1日券」及び「キッズのりもの1日券」対象施設。
模型列車(MINIATURE TRAIN)は、アメリカ開拓時代に走行していた機関車を模した列車式の乗り物。模型列車のモデルはセントラルパシフィック鉄道で活躍していた蒸気機関車C.P.ハンティントン。
乗り物の乗り場を出発し、原野やトンネルの中などを通って行くが、途中で降りる駅などは存在しないため、園内の移動手段としての機能はなかった。また、自然の中を走行するため、夏季時には虫がたくさん現れた。そのため、乗客に虫除けスプレーなどを提供するサービスがあった。
1966年より営業を開始した。設置時は、園の北側を広範囲にわたって走っていたが、コークスクリューの設置時に現在の形になった。
線路脇にはアドベンチャーゾーン アフリカで使用されていた人形や、給水塔を模した構造物が設置されるなど、開拓時代の世界観を演出していた。また、10種類以上の動物のランタンも設置され、冬季にはイルミネーションとしても活用されていた。線路北側がアジサイ園になっており、初夏にはアジサイ祭りが開催されるのにあわせて、アジサイ号として特別運行されていた。
チャンス・ライズ社が製造した車両には、シリアルナンバー(製造番号)が記載されている。閉園時点までに運行されていた車両は、シリアルナンバー「193」で赤色の車体をしている「フラワープリンセス号」、シリアルナンバー「265」で黒色の車体をしている「ウエスタンシルバー号」の、計2種類があった。過去に使用されその後、廃車となったシリアルナンバー「183」の「ウエスタンシルバー」と同色の車両がこどもの森に展示されていた他、模型列車の側線にも過去に使用されていた他社製の車両が2種類、飾りとして設置されていた。
閉園後、ウエスタンシルバーは西武園ゆうえんちに移設され、「レオとライヤの夕日列車」として2021年5月19日のリニューアルオープンと同時に開業した。フラワープリンセスは福山の遊具メーカーであるタカオに譲渡された。また、過去に使用された車両の内の1台は、2023年4月25日から豊島園駅にオブジェとして展示されている。
2021年6月5日に西武鉄道武蔵丘車両検修場で開催された「西武・電車フェスタ2021 in 武蔵丘車両検修場」にて、模型列車で実際に使用されていたレールを約1cm幅に輪切りにしたものが、「模型列車記念レール」として１つ2,000円で限定100個、販売された。同年8月13日には、としまえんオンラインショップで130個追加販売された。

### ミステリーゾーン
乗り物概要
料金：400円
身長110cm未満には安全のため、20歳以上の付き添いが必要となる。
雨天時は通常通り運営される。
「のりもの1日券」及び「キッズのりもの1日券」対象施設。
ミステリーゾーン(MYSTERY ZONE)は、2人乗りの自動式ライドに乗り込み暗闇の中を走行するお化け屋敷タイプの乗り物。1966年開業で、下記のお化け屋敷よりも古くから存在している。
名称と建物の外観は洋風であるが、中は神社や屋敷、首吊り自殺をしている人形など数多くの和風の展示品が並べられ、その場に合わせたBGMが流れる。夏休み時期などの大型連休時にとしまえんに訪れる人々にはとても人気が高い乗り物で、最長60分待ちを記録した時代もあった。
2017年12月22日から2018年4月9日までの期間限定で、ヘッドマウントディスプレイを装着して体験する「怨霊廃線VR」が実施された。通常のミステリーゾーンと異なり、身長110cm未満は利用出来なかった。料金は500円（のりもの1日券や木馬の会は別料金で300円）。

### アンチックカー
乗り物概要
製造：アロー・ダイナミクス社
料金：200円
身長110cm未満には安全のため、20歳以上の付き添いが必要となる。
雨天時は運営を中止する。
「のりもの1日券」及び「キッズのりもの1日券」対象施設。
アンチックカー(ANTIQUE CAR)は、クラシックカータイプのオープンカーに乗り、120mのコースを1周する乗り物。1966年に営業を開始した。
乗り物は前2人、後ろ2人の計4人乗りになっており、その内の前列右側にはハンドルとクラクションが設置されていた。ただし、乗り物自体は、前後に走行している乗り物の距離と衝突事故防止のために自動運転となっていたため、装備されていたハンドルは左右に回せるだけであって、実際に運転をする機構はなかった。

### こどもの森
乗り物概要
製造：タカオ
料金：400円
身長110cm未満には安全のため、20歳以上の付き添いが必要となる。
雨天時は運営を中止する。
「のりもの1日券」及び「キッズのりもの1日券」対象施設。
こどもの森(CHILDREN'S FOREST、ただし入口にはKid's Forestと表示)は、森を改築し、製作された子供向けのアスレチック。
2016年にリニューアルし、それまでの木製遊具から、タカオ製の遊具を設置した。

### カーメリーゴーランド
乗り物概要
料金：300円
身長110cm未満には安全のため、20歳以上の付き添いが必要となる。
雨天時は通常通り運営される。
「のりもの1日券」及び「キッズのりもの1日券」対象施設。
カーメリーゴーランド(CAR MERRY GO-ROUND)は、回転木馬型の乗り物。乗り物は馬ではなく車を模様したものが使用されていた。としまえんがオリジナル遊具として開発したアトラクション。
ベンツやフェラーリと言った高級自動車のほかに消防車やパワーショベルなどの業務用車の形をした乗り物が、回転する床の上に計35種類設置されていた。また、乗り物は上下に動かない代わりに回転する床が傾斜するようになっていた。
実際に車を動かす仕組みはないが、乗り物の運転を再現できるように、ハンドルは装備されていた。

### お化け屋敷
乗り物概要
料金：300円
身長110cm未満には安全のため、20歳以上の付き添いが必要となる。
雨天時は通常通り運営される。
「のりもの1日券」及び「キッズのりもの1日券」対象施設。
お化け屋敷(JAPANESE HAUNTED HOUSE)は、古びた寺や墓場など、心霊スポットを自分の足で歩いて行く歩行型タイプのお化け屋敷。
1972年開業。元々はサイクロンの向かいにあったが、1980年のシャトルループ開業に伴い園内の北西部に移設された。

### スカイトレイン
乗り物概要
製造：朝日テック
料金：300円
身長110cm未満には安全のため、20歳以上の付き添いが必要となる。
雨天時は運営を中止する。
「のりもの1日券」及び「キッズのりもの1日券」対象施設。
スカイトレイン(SKY TRAIN)は、レールの上を走行する列車に乗ってエリア内を走行する乗り物。
車両は蒸気機関車を模した先頭車を含めた4両編成で、走行中は蒸気機関車を思わせる効果音が流れていた。
高さ3mの高架式レールを2周走行していた。
閉園後は高架柱を廃した形で北海道グリーンランドへ移設され2022年に「わくわくトレイン」として営業。

### バタフライダー

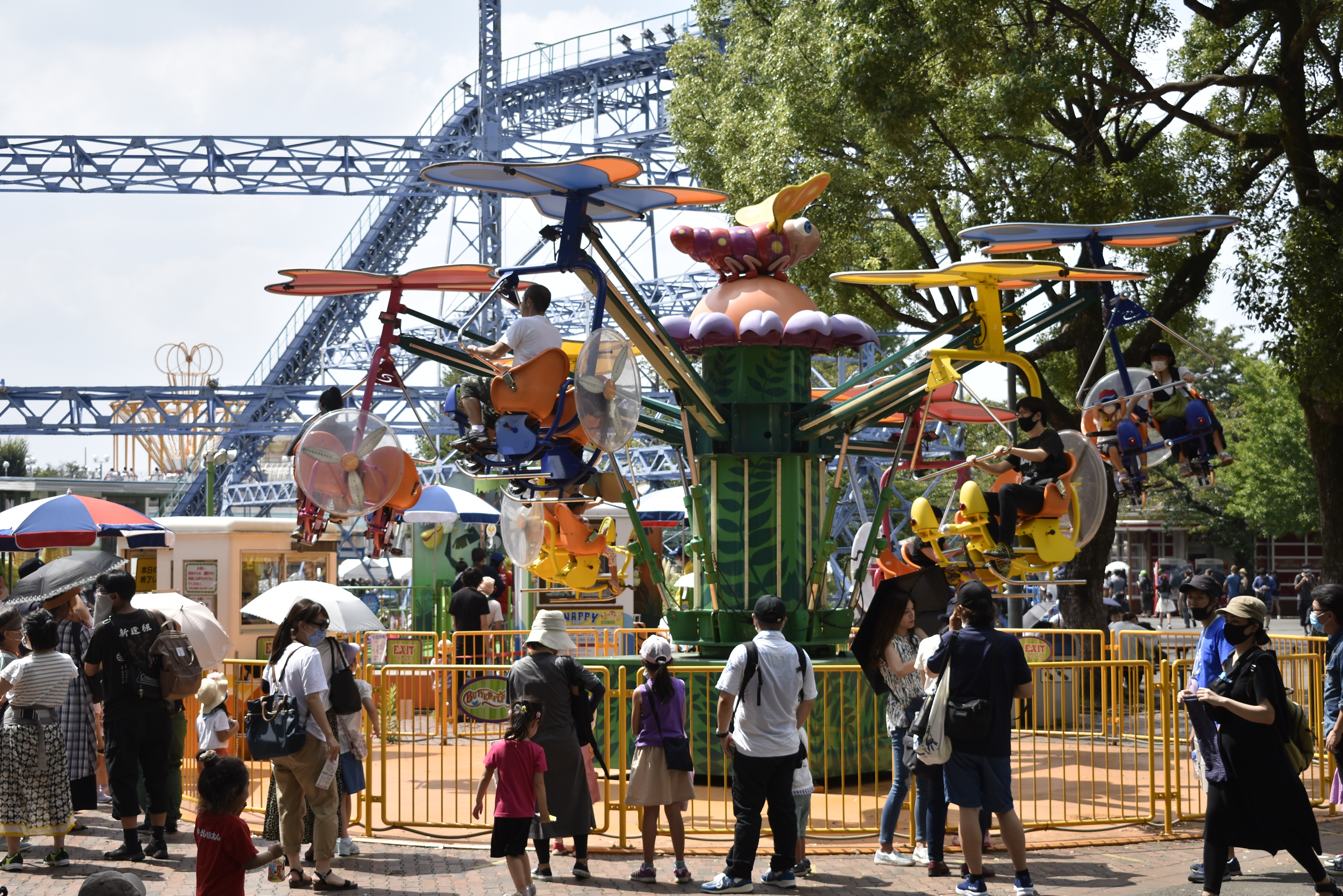
バタフライダー

乗り物概要
製造：ザンペルラ社（Zamperla）
料金：300円
身長90cm未満は安全のため、利用出来ない。
身長110cm未満には安全のため、20歳以上の付き添いが必要となる。
雨天時は運営を中止する。
「のりもの1日券」及び「キッズのりもの1日券」対象施設。
バタフライダー(BUTTERFLYDER)は、蝶の形をした2人乗りの乗り物が旋回し、ペダルを漕ぐと上昇する乗り物。テーマやデザインを変更したもので同機種がよみうりランド、浅草花やしき、ナガシマスパーランド、ひらかたパークなどに存在する。閉園後は横浜・八景島シーパラダイスに移設され、2021年4月27日より稼働している。

### スナッピー
乗り物概要
製造：黒木テック
料金：300円
身長110cm未満には安全のため、20歳以上の付き添いが必要となる。
雨天時は運営を中止する。
「のりもの1日券」及び「キッズのりもの1日券」対象施設。
スナッピー(SNAPPY)は、2人乗りの小型の車に乗りながら、水鉄砲で的を打ち抜く乗り物。テーマやデザインを変更したもので同機種が那須ハイランドパークやさがみ湖リゾート プレジャーフォレストなどに存在する。閉園後は横浜・八景島シーパラダイスに移設され、2021年4月27日より「バブルシューティング」として稼働している。

### アニマルカップ
乗り物概要
製造：ザンペルラ社
料金：300円
身長110cm未満には安全のため、20歳以上の付き添いが必要となる。
「のりもの1日券」及び「キッズのりもの1日券」対象施設。
アニマルカップ(ANIMAL CUP)は、小型のコーヒーカップ。名前の通り縁にパンダ・ゾウ・ライオンの3頭の動物が掴まったカップが2台ずつ、計6台設置されていた。よみうりランドには「スイーツカップ」という、テーマが異なる同機種がある。閉園後は千葉こどもの国キッズダムに移設され、2022年3月25日より稼働している。

### ジャングルハウス
乗り物概要
料金：400円
身長110cm未満には安全のため、20歳以上の付き添いが必要となる。
身長140cm以上は利用出来ない。
雨天時は通常通り運営される。
「のりもの1日券」及び「キッズのりもの1日券」対象施設。
ジャングルハウス(JUNGLE HOUSE)は、室内アスレチック。
室内には、遊具やボールプール、すべり台など主に子供向け対象となっている遊具が設置されていた。また室内ということもあり、雨などで子供が滑るなどの事故の心配も少なかった。

### ミラーハウス
乗り物概要
料金：300円
身長110cm未満には安全のため、20歳以上の付き添いが必要となる。
雨天時は通常通り運営される。
「のりもの1日券」及び「キッズのりもの1日券」対象施設。
ミラーハウス(MIRROR HOUSE)は、室内全てが鏡張りとなっている歩行型のアトラクション。
室内には計140枚以上の鏡を使用した迷路となっていた。鏡の錯覚を利用し、ありとあらゆる仕掛けが沢山あった。しかし、はしゃぎすぎてしまい、室内を走りまわったりする子供達が鏡に衝突してしまいケガをしてしまう事故が多数発生してしまっていた。
合わせ鏡部屋のため、室内は決して広いわけではなかったが、とてつもなく広く感じてしまっていた。
当初はフリュームライドの側に1977年に開業したが2度の移設によるリニューアルが行われており、1981年にそれいゆ広場、2003年にコークスクリューの側にあった「コークショップ」を改装した。閉園時の時点で設置されていたものは、3代目だった。

### フロッグホッパー
乗り物概要
製造：S&Sワールドワイド社
料金：300円
身長90cm未満は安全のため、利用出来ない。
身長110cm未満には安全のため、20歳以上の付き添いが必要となる。
雨天時は運営を中止する。
「のりもの1日券」及び「キッズのりもの1日券」対象施設。
フロッグホッパー(FROG HOPPER)は、カエルをモチーフに造られたフリーフォールタイプの乗り物。
乗り物は計7人乗りに設計されていて、高さ5.5メートルの高さから、バウンドしながら落下を計3回繰り返すように設定されていた。よみうりランドや浅草花やしきなどにも6人乗りの同型機がある。東京ドームシティアトラクションズの「キッズハッカー」や、さがみ湖リゾート プレジャーフォレストの「ジャンピングスター」はメーカーが異なるが類似したアトラクションである。
2000年のオープン当初は花やしきなどと同じ6人乗りで塗装は白だったが、2008年からは7人乗りの黄色いフロッグホッパーとなった。大人が乗れる席は6人乗りでは両端の2席、7人乗りでは中央の3席で、それ以外は子供専用の席となっていた。

### ロッキンタグ
乗り物概要
製造：ザンペルラ社
料金：400円
身長90cm未満は安全のため、利用出来ない。
身長110cm未満は安全のため、20歳以上の付き添いが必要となる。
雨天時は運営を中止する。
「のりもの1日券」及び「キッズのりもの1日券」対象施設。
ロッキンタグ(ROCKIN' TUG)は、タグボートをイメージした乗り物。荒波を再現したレールの上を往復にスイングしながら、乗り物がゆっくりと回転する。国内では八木山ベニーランド、ナガシマスパーランドにある他、よこはまコスモワールドにも同機種があった。東京サマーランドや富士急ハイランドにもテーマやデザインを変更したものが設置されている。閉園後は城島高原パークへ移設され、2021年7月22日より稼働中。

### サイクロン
乗り物概要
製造：トーゴ社
料金：500円
身長110cm未満は安全のため、利用出来ない。
雨天時は運営を中止する。
「のりもの1日券」対象施設。
サイクロン(ROLLER COASTER "CYCLONE")は、丸太をかたどった車両に乗り、急上昇・急降下を繰り返すキャメルバックタイプのローラーコースター。終盤は暗闇のトンネルの中を走行する。1965年（昭和40年）製と、閉園まで現存していた乗り物の中では最も古い部類に入っていたが、変化に富んだコースやH工形のレール、トラス構造の支柱などレトロな雰囲気で根強い人気があった。
製造メーカーは富士急ハイランドのキング・オブ・コースターFUJIYAMAなどを製造したトーゴ社製（2004年経営破綻）で国産のマシン。トーゴ社のレイアウトは走行中、無重力やマイナスGを感じる設計が多く、サイクロンも古い部類ではあるがコース中盤に座席から体が浮かび上がるような動きがあった。身体を固定する安全バーは無くシートベルトのみであり、座席のシートは、ソファーのような柔らかさで高級感があった。
高さ18m、最高速度65km/h、全長822mで、登場当時「東洋最大のコースター」とも呼ばれた。としまえん内には遊園地エリアとプールエリアを分けるように石神井川が流れており、サイクロンは走行中に川の上を2回通過していた。石神井川は一級河川にあたり、一級河川の上を通過する遊園地のアトラクションは非常に珍しいものとなる。
一時期、最初の落下の瞬間に乗車記念写真撮影が行われ、乗車後に乗り場下の店舗で購入出来た。
開業当時は支柱と点検用歩道の柵が白く、レールは青であった。その後、レールは赤、柵は水色に塗り替えられた。2000年から2001年にかけて支柱とレールが青、手すりが青緑に塗り替わり、閉業時まで使用された。
終盤の暗闇のトンネルは開業当初はレインボーカラーの照明が灯けられていた。
2011年冬から2012年4月にかけて行われた「キャンディイルミネーション」より、冬季の夜間営業時には2編成ある車両の1つに青色のLEDが取りつけられ、夜になると点灯し幻想的な走行シーンが見られた。
1970年代前半にプール付近のコースが一部改築され、サードドロップが以前のものよりも深くなった。
2023年5月1日に開園した練馬城址公園には、レールの一部がモニュメントとして設置されている。

### ミニサイクロン
乗り物概要
製造：豊永産業
料金：400円
身長90cm未満は安全のため、利用出来ない。
身長110cm未満は安全のため、20歳以上の付き添いが必要となる。
雨天時は運行を中止する。
「のりもの1日券」及び「キッズのりもの1日券」対象施設。
ミニサイクロン(MINI CYCLONE)は、2009年3月20日より運行されていた小型のローラーコースター。サイクロンの弟分として登場。サイクロンとの違いとして、座席に安全バーが付いていたことや、レールを赤に塗装している点が挙げられる。全長179m、4人乗り4両編成。
車両のみ、2023年春に八木山ベニーランドに開業予定の新ファミリーコースターとして流用される事が発表された。2023年3月17日に名称もそのまま「ミニサイクロン」として開業。

### フリュームライド
乗り物概要
製造：アロー・ダイナミクス社
料金：500円
身長110cm未満は安全のため、利用出来ない。
雨天時は運営を中止する。
「のりもの1日券」対象施設。
フリュームライド(FLUME RIDE)は、丸太を象った4人乗りのボートに乗り、水路（フリューム）を流れる急流滑り型の乗り物。コース終盤には急落下をし、多少水を浴びることが出来ることがあったため、夏場にはとても人気のあった乗り物である。またサイクロン同様、石神井川の上を通過していた。
1970年設置。日本はおろか世界でも3番目に古い急流滑り型の乗り物であった。一時期、最後の落下時に乗車記念の写真撮影が行われ、乗り場近くの店舗で購入することが出来た。カメラ及び写真の販売を行っていた店舗は撤去されたが、カメラの土台のみ閉園まで残存していた。

### ミニフリュームライド
乗り物概要
料金：400円
身長90cm未満は安全のため、利用出来ない。
身長110cm未満は安全のため、20歳以上の付き添いが必要となる。
雨天時は運行を中止する。
「のりもの1日券」及び「キッズのりもの1日券」対象施設。
ミニフリュームライド(MINI FLUME RIDE)は、2010年3月20日より運行されていた小型のウォーターライド。フリュームライドの弟分として登場。小さな落下が一回のみあった。フリュームライドとの違いはボートが2人乗りである事、水路全体が地上にある事、水流の速度が遅い事などである。

### ブラワーエンジン
乗り物概要
製造：マック社（Mack Rides）（西ドイツ）
料金：500円
身長110cm未満は安全のため、利用出来ない。
雨天時は運営を中止する。
「のりもの1日券」対象施設。
ブラワーエンジン(BLAUER ENZIAN)は、ローラーコースタータイプのアトラクション。コース全長243m、車両定員10両38名、1983年3月導入。
急上昇や急降下などはなく、発車から徐々にスピードを上げ時速36kmで疾走していた。通常のコースターは高度を利用し、慣性の法則で走行するが、上昇時やブレーキは車両自体に設置された駆動装置を用いて走行していた。また、計3周走行していた。
名称はヨーロッパで有名なSL「ブラウエル・エンツィアン」に由来する。SLの車両を象ったコースターは日本初である。
2011年3月に発生した事故により、2013年3月15日まで運営停止となっていた。翌3月16日から再開されるまで、2年弱も休止となってしまった。

### コークスクリュー
乗り物概要
製造：アロー・ダイナミクス社
料金：500円
身長110cm未満は安全のため、利用出来ない。
雨天時は運営を中止する。
「のりもの1日券」対象施設。
コークスクリュー(CORKSCREW)は、ローラーコースタータイプのアトラクション。
園内唯一、宙返りを計2回行う乗り物。最高速度は63km/h。アメリカ、アローダイナミクス社製（現S&Sワールドワイド社）のコースターで、国内のみならず世界各地に兄弟機種がある。1979年に導入され、1993年には新しい車両が導入された(国内ではとしまえんの車両が譲渡された八木山ベニーランドを除くと新型の車両を導入したのはとしまえんのみ）。
1993年に導入された車両は黄色と黒の2種類があったが、閉園時には黒の車両については不調だったのか、シートを被せて側線におかれていた。なお、この車両は黄色の車両の点検時（6月頃）にはホームに出されていることもあった。閉園後は黄色の車両のみ八木山ベニーランドへ譲渡され、2021年3月から運行されている。
宙返りをするがプラットフォームに荷物置き場は無く、持ち込んでの乗車となっていた（唯一メガネ置き場はあった）。また、他の遊園地ではスクリューの下は立入禁止となっているが、としまえんでは下を通る事が出来た上、乗車中に荷物が落下して通行人に当たるのを防ぐネットも設置されていなかった。

### イーグル
乗り物概要
製造：HUSS社
料金：500円
身長110cm未満は安全のため、利用出来ない。
雨天時は運営を中止する。
「のりもの1日券」対象施設。
イーグル(EAGLE)は、タワー型回転展望アトラクション。
名称の通り鷲をイメージした乗り物は前後に2人がけで座るようになっていた。水平回転しながら地上35メートルの高さまで上昇し、頂上に到着してしばらくすると減速する。としまえん内を一望できた乗り物。かつて横浜ドリームランドにあった「コンドル」、旧後楽園遊園地にあった「スーパーシャトル」も、同様のアトラクションである。製造メーカーはドイツHUSS社。

### ミニイーグル
乗り物概要
料金：400円
身長90cm未満は安全のため、利用出来ない。
身長110cm未満は安全のため、20歳以上の付き添いが必要となる。
雨天時は運行を中止する。
「のりもの1日券」及び「キッズのりもの1日券」対象施設。
ミニイーグル(MINI EAGLE)は、小型回転展望アトラクション。イーグルの弟分として2014年7月19日に登場。閉園後は横浜・八景島シーパラダイスに移設され、2021年4月27日より「フライトイーグル」として稼働している。
最高到達点はイーグルよりも低く、約10メートルとなっていた。大きな違いとして、イーグルがタワーから4方向に伸びたアームの先にある乗り物が旋回するのに対し、ミニイーグルはタワーの周囲を乗り物が旋回するようになっていた。また、イーグルには無かった安全バーがあり、乗り物の扉も手動で開閉するようになっていた。なお、ミニイーグルは、イーグルと違い運転中に音楽が流れていた。

### トロイカ
乗り物概要
製造：HUSS社
全高：10m
最大回転半径：15m
料金：400円
身長110cm未満は安全のため、利用出来ない。
雨天時は運営を中止する。
「のりもの1日券」対象施設。
トロイカ(TROIKA)は、遠心力を利用した回転型絶叫マシン。
名称はロシア語等で「3つ組」を意味し、その名の通り中心軸から3方向にアームが延びていた。アームの先にはそれぞれ2人乗り7台の座席が円形に取り付けられていた。最初は水平回転していた座席が、アームが徐々に開き傾いていく。ナガシマスパーランドにも同じ名前で存在していた。富士急ハイランドには「凄腕」という名称で同型機が存在していた。としまえんでは1979年に開業したが、1993年に開業した飲食店の建物の屋上に移設されたため、他のパークのものより高度感があった。

### ブレイクダンス
乗り物概要
製造：HUSS社
料金：400円
身長110cm未満は安全のため、利用出来ない。
身長140cm未満は安全のため、20歳以上の付き添いが必要。
雨天時は運営を中止する。
「のりもの1日券」対象施設。
ブレイクダンス(BREAK DANCE)は、回転型のアトラクション。土台が回転しながら、乗り物が不規則に激しく回転した。元々は東ゲート付近にあったが、メガダンスの跡地（トロイカの隣）に移設された。またアトラクション名に「ダンス」と付くことからディスコやクラブをイメージしたデザインとなっていたため、バックの壁にはマイケルジャクソンや、ティナターナーに似た絵などクラブシーンをイメージした絵が描かれていた。導入当初はディスコブームだった事もあり「としまえんに六本木がやってきた」というキャッチコピーが使用された。

### ウェーブスインガー
乗り物概要
製造：ジーラー社（Zierer）
料金：400円
身長120cm未満は安全のため、利用出来ない。
雨天・強風時は運営を中止する。
「のりもの1日券」対象施設。
ウェーブスインガー(WAVE SWINGER)は、回転する屋根に釣り下がっているブランコに乗る乗り物。いわゆる回転ブランコ。トロイカ同様、建物の屋上にある為より高さを感じることができた。強風に弱く、運営を中止することもしばしば起こっていた。1980年代に全国各地の遊園地に設置されたが、としまえんでは1990年と他の遊園地より比較的遅く設置された。2023年現在も全国各地で稼働する乗り物のひとつである。

### スイングアラウンド
乗り物概要
製造：HUSS社
料金：400円
身長120cm未満は安全のため、利用出来ない。
雨天時は運営を中止する。
「のりもの1日券」対象施設。
スイングアラウンド(SWING-AROUND)は、アームの先に接続されている2人乗りの乗り物に乗りこみ、旋回しながら外側に大きくスイングする乗り物。スピードが上がるにつれ、さらに振り幅が大きくなりスリルが増していく。ルスツリゾートに同機種があるほか、ナガシマスパーランドなど各地に類似機種がある。設置は1980年と古く、当初は地上付近にあったが、1990年に完成した飲食店の建物の屋上に移設され、より高度感が増した。

### フライングパイレーツ
乗り物概要
製造：HUSS社
料金：500円
身長120cm未満は安全のため、利用出来ない。
雨天時は運営を中止する。
「のりもの1日券」対象施設。
フライングパイレーツ(FLYING PIRATES)は、吊り下げられている大型船が大スイングを繰り返すバイキング型の絶叫マシン。
「海賊船」がモチーフの船と「商船」がモチーフの船の2隻あり、入口がそれぞれ分かれていた。地上45メートル・最大傾斜60度まで急上昇・急降下のスイングをしていた。スイングの最高速度は75km/hに達し、閉園時まで営業していた乗り物の中では高さ・角度・速度において最高であった。
1隻あたり120人乗り、計240人というキャパシティから、開業当時に「240名様、昇天。」というキャッチコピーが起用された。当時の1日の来園者は約2万人で、20分以内に乗ってもらう為に逆算した結果240人という数字になった。としまえんは当初、240人乗りの1隻を想定していたが、HUSS社から不可能であると断られたため、120人乗り2隻に変更したという経緯がある。
混雑時には2隻同時運行も行っていたが、どちらかの船1隻のみ運行している事が多かった。また船をモチーフとしたアトラクションの為、出発時のアナウンスは「スタートします」や「出発します」ではなく「出航します」とアナウンスされていた。
2隻同時に運転する場合、交差させるのが普通だったが、来園者を楽しませるため、意図的に同じ方向に動かすことがあった。
全盛期には1回目の運転が終わった後、乗客のアンコールの声援に応えてそのまま2回目の運転を行う「アンコール運転」が実施されていた。なお、このアンコールの声は少し離れた光が丘まで聞こえていたという。遊園地でのアンコール運転は非常に珍しいものであった。
2019年4月30日、平成最後の日限定で15年振りに2隻同時運行を実施した。また、令和になってからも5月5日に実施された。
2020年8月31日を以て閉園する事から、同年8月8日以降の金土日祝と営業最終日のみ13時以降に2隻同時運行を実施した。
閉園日の8月31日の最終運転では前述のアンコール運転が行われた。

### マジック
乗り物概要
製造：HUSS社
料金：400円
身長120cm未満は安全のため、利用出来ない。
身長140cm未満は安全のため、20歳以上の付き添いが必要。
雨天時は運営を中止する。
「のりもの1日券」対象施設。
マジック(MAGIC)は、回転・昇降・スピードの3つを組み合わせた絶叫マシン。
4方向に放射状に伸びたアームが最高時速35kmで旋回しながら上下に動いていた。また、アームの先端に取り付けられた座席も回転した。

### オートスクーター
乗り物概要
製造：Gebrüder Ihle Bruchsal
料金：400円
身長130cm未満は安全のため、利用出来ない。
雨天時は通常通り運営される。
「のりもの1日券」対象施設。
オートスクーター(AUTO SCOOTER)は、自分で2人乗りの車の運転を行う乗り物。
車の後部には屋根まで繋がっている鉄の棒が設置してあり、屋根には電流が流れていた。この電流を車に送り走行が可能となっていた。走行は必ず左周りと決められていた。誤って逆周を行ってしまうと従業員から注意を受ける。当初は車同士を衝突させる事が出来たが、営業終期の時点において、車同士の衝突は禁止されていた。操作がとても難しく、慣れるまでに時間が掛かってしまう客も多かった。
車は一度交換しており、2代目はバックが可能であった。
ガイドマップには、AUTO SCOOTERと記載されていたが、看板には
AUTO SKOOTERと書いてあった。
閉園前には、使用している車の1台が西武豊島線豊島園駅のホームにパネルと共に展示されていた。閉園後は練馬区立石神井公園ふるさと文化館にて引き続き展示されている。

### チャレンジトレイン
乗り物概要
料金：400円
身長110cm未満は安全のため、20歳以上の付き添いが必要。
雨天時の運営は未定。
「のりもの1日券」及び「キッズのりもの1日券」対象施設。
チャレンジトレイン(CHALLENGE TRAIN)は、自分で小型の電車の運転を行う、佐伯工業製の乗り物。2017年9月30日運行開始。閉園後は西武園ゆうえんちに移設され、「チャレンジトレイン 出発進行！小さな運転士さん」として開業した。
鉄道博物館の「ミニ運転列車」と同様、列車の運転を体験できる。ただ電車を運転するだけでなく、途中駅で停車する・赤信号で止まる・警笛を鳴らすといったミッションを行いつつ、決められた時間内に戻って来るというゲーム要素のある乗り物であった。降車時に車内のモニターに得点が表示されていた（100点満点）。
40000系「S-TRAIN」、30000系「スマイルトレイン」・20000系・新2000系を運転できる。なお、10000系「ニューレッドアロー」は諸般の事情により選出されなかった。2019年5月25日より001系「Laview」が登場した。20000系は2019年3月に運行終了した「2代目 銀河鉄道999デザイン電車」のラッピングが施され、同年3月24日より運行していた。
2000系と20000系はツーハンドル式、30000系と40000系と001系はワンハンドル式となっていた。しかし、実車の西武20000系はワンハンドル式である。
なお2000系は、閉園時には塗装を変えて、4000系風となっていた。

## 閉園日以前に営業終了した乗り物

### パイレーツ
パイレーツ（PIRATE、ただしマシンの本体にはPIRATと表示）は、海賊船が左右にスイングして最高75度の角度まで上昇をし、落下時に無重力状態を体験できるバイキング型の乗り物。フライングパイレーツよりこちらの方が古く、1980年から存在している。製造メーカーはドイツHUSS社。同型のものは富士急ハイランドや横浜ドリームランド、八木山ベニーランドにも存在した。
フライングパイレーツよりスイング最大角度が75度と大きく、また安全バーも腹部に当たるまで下りてこない為、利用制限もフライングパイレーツより僅かに厳しくなっていた（身長130cm未満は20歳以上の同伴者が必要だった）。
老朽化の為2019年7月に営業終了が発表されたが、2020年8月31日の閉園日まで撤去されずに残されていた。また、としまえん解体時も比較的最後の方まで残存していた。

### アンパンマンハッピースカイ
アンパンマンハッピースカイ(ANPANMAN HAPPY SKY)は、アニメ「それいけ!アンパンマン」に登場するキャラクター達が描かれているゴンドラに乗り、レールの上をゆっくり一周する小型の観覧車。
国内では他にひらかたパークや日本モンキーパークにも存在していた。キャラクターを変更したものでは富士急ハイランドのトーマスランド内にきかんしゃトーマスを採用した「トーマスのハッピースマイル」、那須ハイランドパーク・ハーモニーランドにサンリオキャラクターを採用した「ポップンスマイル」が存在する。
2018年5月7日、 版権元の契約満了により営業終了した。

### フライングカーペット
フライングカーペット(FLYING CARPET)は、西ドイツ・ジーラー製の乗り物。定員40名のカーペットを模した乗り物に乗り込み、2対のアームが回転し水平の状態を保ったまま円運動を行い地上12メートルの高さまで上昇し急降下、最大3.5Gの過重力がかかる。1983年3月19日導入。前半は入口から見て左に回転をし、途中、12メートルの高さで一時停止し、その後右に回転を繰り返すように設計されていた。同機種は後楽園ゆうえんち（現東京ドームシティアトラクションズ）や東京サマーランド、東武動物公園、西武園ゆうえんち（名称は「空飛ぶじゅうたん」）など全国各地に設置されていた。
1992年8月13日、開園前にこの乗り物の点検作業を行っていた従業員が、乗り物に挟まれ死亡するという事故が起こる。
2010年5月7日、遠足で来園した埼玉県立で所沢市の特別支援学校高等部1年の男子生徒が、始動後に安全バーから足を引き抜き座面部分に寝転がったため転落する事故が発生する。重傷を負うが命に別条はない。乗客の事故は開園以来はじめて。
2018年2月、施設老朽化により営業終了した。撤去後は小型の庭園「ミニチュアガーデン ぷちまえん」が作られた。

### ユーロ2006
ユーロ2006(EURO 2006)は、回転木馬型の乗り物。ただし、乗り物は馬ではなく、モーターボートや自動車などあらゆる種類の乗り物に変更されている。2016年4月11日を以て営業を終了した。

### ループ2000
ループ2000(LOOP 2000)は、様々な小型のスポーツカーがガイドレールに沿って自動で走行する乗り物。コースはカーブや螺旋状のスロープがある。よみうりランドにある「ぐるぐるドライブ」と同機種で、西武園ゆうえんち等にも存在した。身長90cm～130cmの子供のみ利用可能だった。

### シャトルループ
シャトルループ(SHUTTLE LOOP)は、ローラーコースタータイプの絶叫マシン。
世界各地に兄弟機種のある、アントン・シュワルツコフ製の往復型コースター。カタパルト式を採用した急発進をするタイプで、スタート地点から一気に時速86 kmで急発進し宙返りを行ったあと、高さ45 m・傾斜角70度のタワーを上昇。次に後ろ向きでコースを戻り、反対側の70度のタワーに上昇、そして前向きに下降してプラットホームに戻る。最高速度・最大傾斜角共にとしまえんの乗り物で歴代最高である他、ループでは最大6Gの重力がかかる。また、乗車時間も約30秒と短い。コース両端のタワーでは無重力状態を体験できるとして、登場時は大変な話題となり人気があった。当アトラクションが民家に隣接した位置にある為か、営業は正午からであった。そのため一番前の座席に座りたがる客が運営前から待ち列に並ぶ姿がよく見られた。また、としまえんでは他の遊園地と違い、コンクリートの土台の上に設置され、他の遊園地のものより若干高い位置に設置されていた。営業時間同様、民家に隣接することからコース進行方向右側にフードが設置されている（開業当時はフードは無く、騒音問題で後から設置されたという逸話がある）など、としまえんのシャトルループは異質な物であった。
1980年設置、2007年の8月頃から運営をしばらく取りやめていたが、「構造全体の老朽化と継続的な部品供給が困難」として営業は終了した。国内ではナガシマスパーランドで2023年現在も営業を続けている他、かつては横浜ドリームランド、小山ゆうえんちにも存在した。

### トップスピン
トップスピン(TOP-SPIN)は、HUSS社製のアトラクション。回転する40人乗りの座席に乗り込み、それを支える2本のアームが大回転を繰り返しながらランダムに座席の回転が加わる乗り物。1991年に開業したが、1993年に座席が連続5回転する「スーパーハード」を新設（既存のものは「ハード」と呼称）し、合わせてトップスピンWと呼ばれていた。
2003年「豊島園 庭の湯」開業に伴う立体駐車場建設の為、スーパーハードの運営を終了した。その後ハードのみで運営を行っていたが、「機械の老朽化」が原因でその数年後に運営を終了した。

### メガダンス
メガダンス(MEGA DANCE)は、HUSS社製の回転型絶叫マシン。外向きの座席が水平回転しながら、140度の角度まで振り上げられる。同機種が横浜ドリームランドにも存在した。としまえんのものは2000年頃に営業を終了し、八木山ベニーランドに移設された。なお、八木山ベニーランドには、メガダンスの案内看板も譲渡された。また移設後に背景、看板ともに塗り直しが行われている。

### フリッパー
フリッパー(FLIPPER)は、回転型絶叫マシン。土台が回転しながら大きく傾き、乗り物自体も激しく回転する。同機種が東条湖ランドにも存在した。

### エンタープライズ
エンタープライズ(ENTERPRISE)は、HUSS社製のアトラクション。現在のそれいゆ広場にあった。観覧車を水平に倒したような外見で、円形の骨組みの外周に吊り下げられた乗り物に乗車する。乗り物は前後に2人がけで屋根と手すりに覆われ、安全バーなどの設備は一切ないが乗り物の外に飛ばされない構造になっている。スタートすると水平に高速回転し、次第に円形の骨組み部分を支える柱が90度まで持ち上がり、乗客は360度の回転を繰り返す。よこはまコスモワールドにあるスーパープラネットの兄弟機種である。

### レインボー
レインボー(RAINBOW)は、西ドイツ・フス社製のアトラクション。約10mのアームの片方に定員36名の座席を設け中央部を軸に垂直回転し、最高24mまで上昇する。1983年3月導入。動きはややフライングカーペットに似ているが、フライングカーペットが前後の回転なのに対し、レインボーは横回転をする。かつて横浜ドリームランドや後楽園ゆうえんちなどにも同機種があった。

### スカイダイバー
スカイダイバー(SKYDIVER)は、観覧車型のアトラクション。通常の観覧車より遥かに速い速度で回転する上、乗り物に備え付けられたハンドルを回す事で乗り物自体もきりもみ回転させる事が出来た。

### スカイホイール
スカイホイール(SKY WHEEL)は、アームの両端に小型の観覧車が取り付けられたような形の乗り物。アームが大きく回転しながら、観覧車の部分も回転する。

### パラトルーパー
パラトルーパー(PARATROOPER)は、円形の骨組みの外周に吊り下げられたパラシュート型の座席が旋回する乗り物。最初は水平だが、円形の骨組みを支えるアームが徐々に上がっていき傾斜した状態になる。ナガシマスパーランド等、全国各地に同機種が設置されている。

### ラウンドアップ
ラウンドアップ(ROUND UP)は、円盤の外周の内側を向いて立った状態で乗り込む回転型の乗り物。回転中は遠心力で背中が壁に張り付いた状態になる他、円盤の下にある柱が上がり傾斜する。よみうりランドなどにも存在していた。

### フライングボッブ
フライングボッブ(FLYING BOBS)は、ミュージックエキスプレス型の回転アトラクション。1979年7月導入、アメリカ・チャンス社製、直径16.2m、子供3人または大人2人乗りの18台のゴンドラが旋回しながら円形の舞台を上下動する。遠心力で座席が外側に振られるのが特徴的だった。那須ハイランドパークなどにある「フラッシュダンス」と類似している。

### アドベンチャーゾーン アフリカ
アドベンチャーゾーン アフリカ(ADVENTURE ZONE AFRICA)は、アフリカ各地を模した情景を6人乗りのジープに乗って巡るダークライド。アフリカ館とも呼ばれる。
1969年7月19日に開業し、当時3億円（2020年時点の貨幣価値で約20億円相当）と言う巨額を投じて設置された。館内は古代エジプトのアブ・シンベル神殿に入り、宮殿の宴会風景やナイジェリアのカノの町、マサイ族の集落、ゴリラの森や揺れる吊り橋、ピグミーの人々やライオンの住む草原、象の群れを経て最後にナイロビ空港のカウンターで客室乗務員が「サヨウナラ、サヨウナラ」と言いながら、手を振る情景で締められていた。外装にはアフリカ大陸最高峰のキリマンジャロが描かれていた。
人や動物は当時としては精巧な作りで動きもつけられ象の鳴き声や人々の音声はオープンリールのテープを20台用いて再生し、建物内に大型の池を設けそこからポンプで水をくみ上げ高さ10mの人工滝を稼働させ、民族衣装と槍を身につけたマサイ族の人形約100体は現地で撮影した写真をもとに一人一人表情を変えた作りとしていた。また、館外にも記念撮影用にマサイ族の人形が複数設置されていた。ジープは通常の緑色のものと、ゼブラ柄のジープの2種類があった。
非常に人気の高い乗り物であったが、1998年に惜しまれつつ運営を終了。凝った作りで多くの部品が用いられていることから修繕が困難となった事も終了の一因となった。跡地には「トイザらスとしまえん店」が開店し、としまえんの閉園と共に閉店した。また、館内で使用されていたジープ型ゴンドラのうち、一台は2002年時点ではピンク一色になりプールの迷子ブース脇に子供の暇つぶし目的で設置されていたが、後に塗り直しの上こどもの森に移設されていた。ライオンやゴリラといった動物人形の一部は模型列車の一角に設置されたが、劣化や別オブジェの設置に伴い撤去されている。また、マサイ族の人形の一部も、模型列車の一角に閉園まで設置されていた。
ジープから降りてしまう人もいたが、館内に近道があったり、監視員がいたため、降りると監視員に注意を受けることもあった。
アフリカ研究者の白戸圭一は、本館のイメージについて「今の感覚では差別的な表現もあったかもしれないが、制作者はプラスのイメージで作ったはず」「アフリカといえば大自然、動物、未開の民族という流れで野蛮的なイメージで混然一体となっている」「ほとんどは当時の日本人が知りうるマスメディアの情報などを基に作り、描き方の諸悪の根源は当時のマスメディアと思う」との背景を語り時代的な制約を鑑みて「当時は遊園地側もお客側もアフリカについて偏ったイメージを共有していた」と評価している。

### ロックンロール
ロックンロール(ROCK'N'ROLL)は、円の外周を回周しながら、ランダムに座席が縦回転する乗り物。1979年導入、米チャンス社製、舞台外径12.2m、ゴンドラ4人乗り10台。動きや構造はナガシマスパーランドなどに設置されているロックンロールと同じである（最新のものは拘束装置がシートベルトではなく肩ハーネスになっている等の違いはある）。

### インディアン
インディアン(INDIAN)は、上記のロックンロールの後継として登場した乗り物。動きや構造は上記のロックンロールと同じだが、アトラクションのタイトル通り「インディアン」をイメージするデザインで、乗り物が回周する中心部に岩などの装飾や、インディアンの人形などが設置されていた。製造は黒木テック社。なお、拘束装置はロックンロールはシートベルトだか、こちらは腹部を押さえる安全バーとなっていた。

### カリプソ
カリプソ(CALYPSO)は、猛スピードで回転しながら遠心力を味わえる絶叫マシン。動きはブレイクダンスと似ているが、乗り物自体は回転しない。
当初はパラソル状の装飾が付けられていたが、強度の問題で取り外された。

### ティップトップ
ティップトップ(TIP-TOP)は、コーヒーカップ型のアトラクション。通常のコーヒーカップと異なり、乗り物自体が上下に弾むように動く、土台が傾斜するといった動きをする。

### テレコンバット
テレコンバット(TELECONBAT)は、戦闘機型のアトラクション。スーパーテレコンバットの前に設置されていた同様の乗り物。1970年設置。
東京サマーランドの「ランダーズカップ」や西武園ゆうえんちにあった「ジェットファイター」は、名前は違うが同機種である。

### スーパーテレコンバット
スーパーテレコンバット(SUPER TELECONBAT)は、戦闘機型のアトラクション。イタリアのソリアーニ&モザー製で、1983年3月設置。中央部から14本のアームが伸びそれぞれの先に宇宙船型のゴンドラが取り付けられ、乗客の操作で上下運動や自転運動が可能。また他の乗り物を攻撃して打ち落とすことが可能。回転直径12m、最大高度9m。上記のテレコンバットとの違いは、傘状の装飾が付いていた事である。テレコンバットとスーパーテレコンバットが同時期に稼働していた時期もある。
かつては後楽園ゆうえんちにも同名で同機種があった（傘状の装飾は無かった）。

### 西洋お化け館
お化け屋敷同様のウォークスルータイプのアトラクション。ウエスタン調の建物で現在は事業用の施設として利用されている。お化け屋敷ではあるが、エントランスにはピアノを引く骸骨がいたりユーモアのあるお化け屋敷であった。

### ビックリハウス
外観は一見何の変哲もない家だが、中に入りアトラクションが始まると、突如天地がひっくり返り振動する。各地の遊園地にも似た施設が多く、マジックハウスとも呼ばれる。としまえんでは1980年前後に終了。

### 観覧車
としまえんの観覧車は小規模なものしかなかった。1956年に設置され、1980年代後半頃に撤去されたが、土台は閉園まで残されていた。大観覧車の建設計画はあり、設置予定箇所には看板も立っていたが、実現することはなかった。

### アストロライナーX10
ロケット状のアトラクション。内部の客席前面にスクリーンがあり、宇宙旅行の映像が流れる。その間、機体の前後左右が傾き、臨場感を出していた。としまえん以外の遊園地にも数ヶ所設置されていた。

### レディバード
レディバード(LADYBIRD)は、てんとう虫をモチーフに製作されたライドに乗って楽しむ乗り物。乗り物は2人乗りで計8台あり、回転する床の上をぐるぐる回る。また曲がり角にさしかかると一層スピードが上がる。那須ハイランドパークに移設された。

### チェーンタワー
1962年設置。回転ブランコ系の乗り物。

### ダックスフンド
ダックスフンドをモデルにしたと考えられる、乗り物の胴体部分に乗り込み、円状に回転する乗り物。

### ウォーターシュート
ウォーターシュート(WATER CHUTE)は、開園翌年の1927年に開業した、としまえんとしては初の乗り物であり日本初の常設のウォーターシュートでもある。10人程乗れるボートが斜面を下り、池に着水する。ボートの先端には船頭が立ち、着水と同時に反動で高くジャンプするというパフォーマンスを披露する。1951年にはレーンが増設された。1968年に営業を終了。同じ西武グループが経営する西武園ゆうえんち、横浜・八景島シーパラダイスにも導入されていた。